# Charles Favre (Mathematiker)
Charles Favre (* 25. Dezember 1973 in Saint-Cloud) ist ein französischer Mathematiker.

## Leben und Werk
Favre erhielt 1993 seine Zulassung an der École normale supérieure (Paris) und 1994 Lizenziat und Maitrise in Mathematik an der Universität Paris VI (Jussieu) und 1995 sein Diplom (DEA, mit dem Thema komplexe Dynamik) in Mathematik an der Universität Paris XI (Orsay), an der er 2000 bei Nessim Sibony promoviert wurde über die Dynamik birationaler Abbildungen in {\displaystyle \mathbb {P} ^{2}} (Dynamique des applications rationnelles). Ebenfalls 2000 wurde er Chargé de Recherche des CNRS. Seine Agrégation in Mathematik erhielt er 1996 und 1997/98 war er bei Michael Benedicks an der Königlich Technischen Hochschule in Stockholm (Lizenziat in reiner Mathematik). 2005 habilitierte er sich in Paris mit einer Arbeit über Dynamik und Geometrie (reelle Bäume) in Bewertungsräumen und Singularitäten plurisubharmonischer Funktionen (Arbres réels et espaces de valuations). Er forscht und lehrt am Centre de Mathématiques Laurent Schwartz der École polytechnique.
Er war unter anderem Gastwissenschaftler an der KTH in Stockholm, am IMPA in Rio de Janeiro und am RIMS in Kyoto.
Favre befasst sich mit Zahlentheorie (p-adische Zahlen und Räumen (Berkovich-Räume), Dynamik in der Zahlentheorie, arithmetischer, komplexer und algebraischer Geometrie). Mit Mattias Jonsson führte er einen von ihnen Bewertungsbaum (Valuative tree) genanntes geometrisches Objekt ein zur Analyse von Singularitäten (Kurven, Ideale, plurisubharmonische Funktionen) in zwei komplexen Dimensionen, die als positive Maße auf dem Bewertungsbaum dargestellt werden, die mit einem Laplaceoperator auf dem Baum konstruiert werden.

## Schriften
- mit Mattias Jonsson: The valuative tree, Lecture notes in mathematics 1853, Springer, 2004
- mit Mattias Jonsson: Valuative analysis of planar plurisubharmonic functions, Inventiones Mathematicae, Band 162, 2005, S. 271–311
- mit Juan Rivera-Leteller: Equidistribution quantitative des points de petite hauteur sur la droite projective, Mathematische Annalen, Band 335, 2006, S. 311–361
- mit Sébastien Boucksom, Mattias Jonsson: Degree growth of meromorphic surface maps, Duke Math. J., Band 141, 2008, S. 519–538
- mit Mattias Jonsson: Dynamical compactifications of {\displaystyle \mathbb {C} ^{2}}, Annals of Mathematics, Band 173, 2011, S. 211–249
- Herausgeber mit Antoine Ducros, Johannes Nicaise: Berkovich spaces and applications, Lecture notes in mathematics 2119, Springer 2015

## Auszeichnungen
- ERC Junior „Starting grant“ (2012)[3]